# 3693 Barringer
3693 Barringer је астероид главног астероидног појаса. Приближан пречник астероида је 24,74 ,
а средња удаљеност астероида од Сунца износи 3,146 астрономских јединица (АЈ).
Инклинација (нагиб) орбите у односу на раван еклиптике је 14,923 степени, а орбитални период износи 2038,352 дана (5,580 година). Ексцентрицитет орбите астероида износи 0,206.
Апсолутна магнитуда астероида износи 11,70 а геометријски албедо 0,060.
Астероид је откривен 15. септембра 1982. године.